# Megan Lukan
Megan Lukan est une joueuse canadienne de rugby à sept née le 14 février 1992 à Toronto. Elle a remporté avec l'équipe du Canada la médaille de bronze du tournoi féminin des Jeux olympiques d'été de 2016 à Rio de Janeiro.